# Спи до завтра
Спи до завтра — третій сингл українського гурту Друга Ріка з альбому «Рекорди». Також існує реміксована версія пісні під назвою «артваЗ оД ипС».

## Музичний кліп
На підтримку пісні було знято відеокліп, режисером якого виступив Віктор Придувалов, відомий своєю роботою з такими виконавцями, як Океан Ельзи, Скрябін, ТНМК, Тартак та ін. Він-же робив монтаж попередньої відеороботи гурту — «П'ю з твоїх долонь». Зйомки проходили у центрі Києва . Також у кліпі з'явився другий гітарист гурту - Сергій Біліченко, який після 2003 року зазвичай дуже рідко знімається у відеокліпах команди. Наступна його поява в кадрі буде тільки у 2010 році у відео «Ти зі мною (Я здаюсь!)».

## Список композицій
| #  | Назва                   | Тривалість |
| -- | ----------------------- | ---------- |
| 1. | «Спи до завтра»         | 3:30       |
| 2. | «артваЗ оД ипС (Remix)» | 3:27       |

## Учасники запису
Друга Ріка
- Валерій Харчишин — вокал
- Олександр Барановський — гітара
- Дорошенко Олексій — ударні
- Біліченко Сергій — гітара
- Віктор Скуратовський — бас-гітара
- Сергій Гера — клавішні